# Затворена предна закръглена гласна
Затворената предна закръглена гласна е гласен звук, срещан в някои говорими езици и представян в международната фонетична азбука със символа y. Той е сходен с българския звук, обозначаван с „и“, но изговорен със закръгляне на устните.
Затворената предна закръглена гласна се използва в езици като мандарин (女, [ny˩˧]), немски (über, [ˈyːbɐ]), нидерландски (nu, [ny]), португалски (tudo, [ˈt̪yðu]), турски (güneş, [ɟyˈn̪e̞ʃ]), френски (tu, [t̪y])